# Uragano di Cuba del 1932
L'uragano di Cuba del 1932, noto anche come uragano di Santa Cruz del Sur o uragano di Camagüey del 1932 è stato uno dei più intensi e letali uragani ad aver colpito l'isola di Cuba. Da quando è usata la scala Saffir-Simpson, è l'unico uragano atlantico di categoria 5 ad essersi sviluppato nel mese di novembre. Quattordicesima tempesta tropicale e quinto uragano della stagione 1932, è stato il secondo dei due uragani di categoria 5 di quell'anno – il primo aveva colpito le Bahamas il mese precedente.
Si originò come tempesta tropicale il 30 ottobre 1932 ad est delle piccole Antille, evolvendosi nel mar dei Caraibi in direzione ovest e intensificandosi rapidamente in uragano, toccando il 6 novembre il picco d'intensità con venti fino a 280 km/h, raggiungendo la categoria 5. Curvando verso nordest, s'indebolì passando alla categoria 4 e approdando sulla provincia cubana di Camagüey il 9 novembre con venti fino a 240 km/h. Dopo aver attraversato Cuba, si diresse verso le Bahamas e le Bermuda con intensità decrescente, per poi dissiparsi nell'oceano Atlantico. La maggior parte delle vittime e dei danni si registrarono a Cuba, dove è considerato come uno dei peggiori disastri naturali del XX secolo, nelle isole Cayman e nelle Bahamas.

## Storia meteorologica

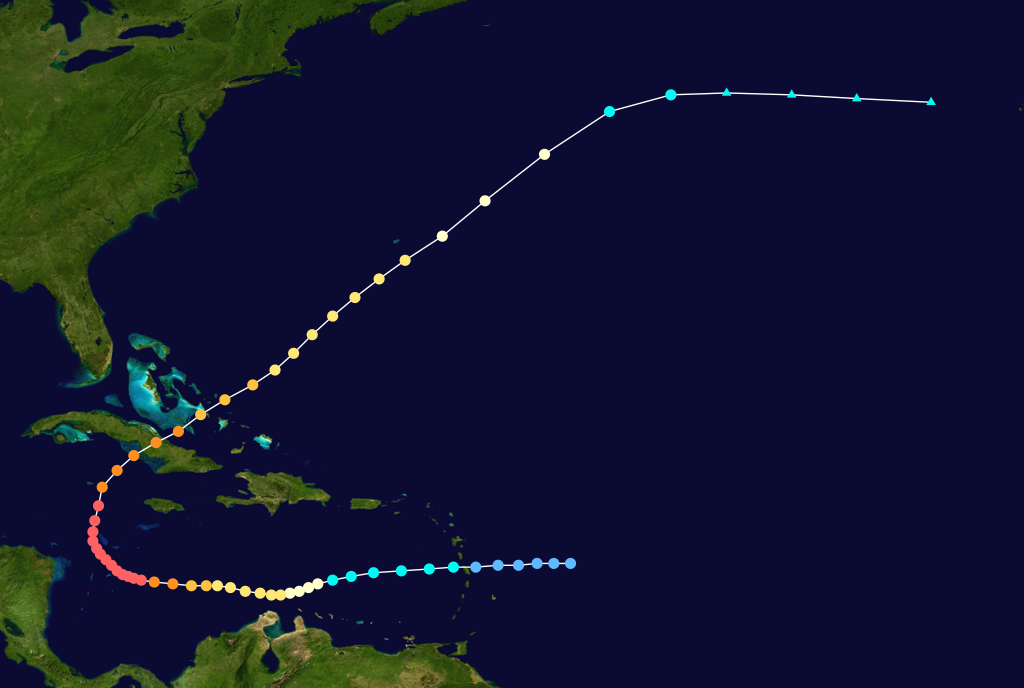
Percorso dell'uragano.

La perturbazione ebbe origine il 30 ottobre 1932 quando fu osservata una depressione tropicale da alcune navi a circa 320 km ad est della Guadalupa. Il minimo di pressione barometrica di 1008 mbar, misurata a Castries nell'isola di Saint Lucia, e il netto calo di pressione a sud della Guadalupa confermarono la presenza di un sistema in via di sviluppo. La depressione si spostò in direzione ovest attraverso le Piccole Antille e il giorno successivo raggiunse le isole di Dominica e Martinica. Seguì una rapida intensificazione della tempesta, che iniziò a seguire una traiettoria insolita verso sud-ovest, per poi raggiungere lo stato di uragano a nord dei Caraibi olandesi il 2 novembre.
Continuando a rafforzarsi, raggiunse lo stato di categoria 2 il 3 novembre. Il giorno successivo la tempesta passò a circa 80 km a nord di Punta Gallinas, in Colombia, per poi curvare in direzione ovest-nordovest. Nei giorni successivi l'uragano s'intensificò rapidamente, raggiungendo lo stato di categoria 5 il 5 novembre. Sebbene inizialmente fosse stato classificato come un uragano di categoria 4, una successiva rianalisi dei dati, operata dalla Hurricane Research Division, parte dell'agenzia statunitense NOAA, indicò che la tempesta era molto più intensa. Infatti, l'equipaggio della nave S.S. Phemius, che venne investita in pieno dall'uragano, riportò venti di forza 12 sulla scala di Beaufort e un minimo di pressione barometrica di 915 mbar. Poiché l'equipaggio non riportò di essersi trovato nell'occhio dell'uragano, è stato stimato che la pressione minima della tempesta potesse essere ancora più bassa e che i venti spirassero a circa 143 nodi (265 km/h), mentre la stima di massima intensità per il 6 novembre risultò essere di 150 nodi (280 km/h).
Procedendo verso nord, l'uragano si indebolì gradualmente, mantenendo però la forza categoria 5 per 78 ore consecutive. Dopo aver curvato in direzione nordest, il 9 novembre l'uragano venne localizzato nei pressi dell'isola Cayman Brac, dove venne misurata una pressione barometrica di 939 mbar. Dopo aver attraversato le isole Cayman, mantenendo l'intensità di categoria 4, l'uragano raggiunse Cuba e approdò nella provincia di Camagüey nella giornata del 9 novembre. Al momento dell'approdo è stata stimata una pressione barometrica minima di 918 mbar, un raggio dei venti massimi di 30–35 miglia nautiche (56–65 km), quindi venti massimi sostenuti di circa 140 nodi (260 km/h) e onde di tempesta di 6,8 m lungo la costa meridionale di Cuba. L'uragano impiegò circa sei ore per attraversare Cuba, per poi dirigersi verso l'arcipelago delle Bahamas. Il 10 novembre effettuò un approdo su Long Island con un'intensità associabile a una categoria 3 e una pressione barometrica minima misurata di 956 mbar. Continuando il suo percorso in direzione nordest, l'uragano raggiunse due giorni dopo le Bermuda, dove venne misurata una pressione barometrica di 972 mbar. Il 13 novembre la tempesta iniziò ad interagire con una perturbazione extratropicale centrata sulle isole marittime canadesi, indebolendosi e passando allo stato di tempesta tropicale. Il 14 novembre divenne una tempesta extratropicale, per poi dissiparsi il giorno stesso.

## Impatto
Mentre l'uragano procedeva lentamente attraverso il mare Caraibico orientale e meridionale, il mare agitato e i forti venti interruppero le navigazioni. Il 6 novembre la goletta statunitense Abundance venne investita dalla tempesta a est della Giamaica, subendo la rottura del timone e incagliandosi nei pressi di Morant Bay; i sei membri dell'equipaggio vennero poi salvati. La S.S. Phemius, che seguì l'evoluzione dell'uragano e fornì informazioni importanti per la sua analisi, fu gravemente danneggiata dall'intensità dell'uragano, ma sia la nave che l'equipaggio si salvarono. La nave aveva lanciato un messaggio di richiesta di soccorso perché aveva perso il fumaiolo. Seguì un'operazione di ricerca che permise di individuare e salvare la nave. Lo scrittore britannico Richard Hughes scrisse il romanzo In Hazard basato sulla storia della Phemius e del suo equipaggio, pubblicato nel 1938. Anche il mercantile statunitense San Simeon e il piroscafo statunitense Tacira vennero soccorsi e rimorchiati in porto dopo che l'uragano li aveva danneggiati. Analoga sorte toccò ad altre imbarcazioni, per alcune delle quali i soccorsi vennero ostacolati dalla tempesta.
Alcuni danni furono segnalati nel nord dell'America meridionale, mentre l'uragano procedeva lungo la costa. In Colombia il trasporto ferroviario venne interrotto vicino a Santa Marta e danni furono segnalati anche nei pressi di Barranquilla. Vari porti lungo la costa colombiana vennero danneggiati, mentre nell'entroterra molte fattorie vennero colpite dai forti venti e dalle piogge torrenziali. Le poche e frammentarie informazioni provenienti dal resto della Colombia indicavano gravi danni, come la quasi distruzione del villaggio di Sevilla nella Zona Bananera e i danni all'isola de Providencia. A Curaçao il passaggio dell'uragano causò la distruzione delle fortificazioni del porto dell'isola. Un muro di contenimento vicino all'ingresso del porto di Sint Anna a Willemstad crollò parzialmente, e un ponte di barche che collegava entrambi i lati del porto andò completamente distrutto. Anche nella vicina Bonaire vennero segnalati notevoli danni.
Con l'avvicinarsi dell'uragano alla Giamaica, la Pan American World Airways cancellò tutti i suoi voli per Kingston. I forti venti causati dall'uragano investirono l'isola e causarono la distruzione di oltre 2 milioni di alberi. I danni complessivi nell'isola furono ridotti, sebbene in alcune aree andò persa circa la metà del raccolto di banane. Complessivamente, i danni in Giamaica ammontarono a 4 milioni di dollari.
L'uragano devastò le isole Cayman, e in particolare Cayman Brac, che venne inondata dall'onda di tempesta e dove vennero segnate 69 vittime e centinaia di feriti.
Già il 5 novembre, l'osservatorio nazionale di Cuba aveva espresso preoccupazioni che l'uragano potesse rappresentare un pericolo per l'isola e, in particolare, per la provincia di Camagüey. L'8 novembre venne emesso un avviso di uragano per l'area sudorientale dell'isola. Come misura precauzionale, le rotte di navigazione che servivano i porti nella parte orientale di Cuba furono sospese. La città di Santa Cruz del Sur nella provincia di Camagüey fu praticamente cancellata da un'enorme onda di tempesta che misurava 6,5 m di altezza. Pochi edifici rimasero in piedi nella zona e solo in quella città costiera, che aveva circa 4800 abitanti, persero la vita circa 2870 persone. In totale, a Cuba morirono 3033 persone e i danni furono stimati in 40 milioni di dollari.